# Đuro IV., kralj Velike Britanije i Irske
Đuro IV., eng. George Augustus Frederick (London, 12. kolovoza 1762. – Berkshire, 26. lipnja 1830.), kralj Ujedinjenog Kraljevstva i kralj Hanovera od očeve smrti do svoje smrti, a prethodno devet godina regent za svog mentalno oboljelog oca.

## Djetinjstvo
Rođen je kao najstariji od petnaestero djece u braku kralja Đure III. i kraljice Šarlote. Odmah po rođenju postao je vojvoda od Cornwalla i vojvoda od Rothesaya, a samo nekoliko dana kasnije, kada je utvrđeno da je zdrav i da će vrlo vjerojatno poživjeti, dobio je titulu kraljevića od Walesa koja ga je označila kao očevog prijestolonasljednika. Đuro je učio brzo i na kraju obrazovanja točno je govorio francuski, njemački i talijanski jezik.
Kada je godine 1783. navršio 21 godinu života, od parlamenta je dobio 60,000 funti i od oca godišnje 50,000 funti. Dobio je vlastitu rezidenciju u Londonu, gdje je živio vrlo luksuznim i rastrošnim životom. Đuro III. je od svog prijestolonasljednika očekivao formalnije ponašanje i tada počinju neslaganja između oca i sina. Kralj se udaljio od prijestolonasljednika i zbog političkih neslaganja; prvi je bio politički konzervativac, a drugi se zbližavao s radikalnim političarima.
Nedugo nakon što je napunio 21 godinu Đuro se zaljubio u rimokatolkinju, dvostruku udovicu, Mariu Anne Fitzherbert. Njihov brak je bio zabranjen aktom iz 1707. godine, koji je oduzimao pravo na tron svim rimokatolicima i osobama koji su u braku s rimokatolicima (taj zakon nije više na snazi od uključno 26. ožujka 2015.). Uz ovaj zakon, godine 1772. izdan je Akt o kraljevskim brakovima, prema kojem se svim potomcima kralja Đura III. zabranjuje sklapanje braka bez odobrenja monarha, kojeg za brak između prijestolonasljednika i rimokatolkinje Đuro III. ne bi nikada izdao. Bez obzira na dva zakona koji su im stajali na putu, par je 15. prosinca 1785. godine sklopio tajni brak u Fitzherbertinoj kući. Zakonski, taj brak je bio ništavan jer ga nije odobrio monarh. Fitzherbert je ipak vjerovala da je po crkvenom zakonu ona legalna supruga kraljevića od Walesa i tako kraljevna, vjerujući da je crkveni zakon superioran nad državnim. S Đurom se, ipak, dogovorila da će njihov brak čuvati tajnim i da ne će pokazivati dokaze o njegovom postojanju.
U međuvremenu je Đura njegov ekstravagantni način života doveo do bankrota i više nije mogao plaćati svoju londonsku rezidenciju, a njegov otac mu je odbio pomoći. Đuro je, stoga, bio prisiljen živjeti u Fitzherbertinoj kući, što je predstavljalo svojevrsno poniženje. Godine 1787. Đurini saveznici u Domu naroda predstavili su prijedlog za smanjenje kraljevićevih dugova, iako su istovremeno počeli sumnjati u prirodu njegovog odnosa s Fitzherbert. Kako bi bio izbjegnut nacionalni skandal, predstavnik vigovaca, Charles James Fox, izjavio je da su glasine o Đurovom braku s Fitzherbert lažne. Maria Anne, međutim, nije bila zadovoljna ovim javnim poricanjem njenog braka s kraljevićem od Walesa, te je počela vršiti pritisak na Đuru, koji joj je udovoljio tako što je zamolio drugog vigovca da Foxovu izjavu preformulira tako da ne vrijeđa njegovu suprugu. Parlament je, u međuvremnu, odlučio Đuri pokloniti novčani iznos od 161,000 funti za otplatu dugova i 60,000 funti za održavanje njegove rezidencije.

## Pitanje regentstva
Smatra se da je kralj Đuro III. bolovao od nasljedne mentalne bolesti porfirije. U ljeto 1788. godine njegovo stanje se pogoršalo, ali je bio u mogućnosti odreći se nekih svojih dužnosti. Kako kralj nakon toga nije bio u stanju otvoriti sjednicu parlamenta - a prema starom pravilu koje važi i danas, parlament ne može funkcionirati ako ga ne otvori monarh. Iako teoretski nije bio ovlašten za to, parlament je počeo razmatri mogućnost uvođenja regenta. U Domu naroda Charles James Fox je izjavio da sada sve suverene ovlasti pripadaju prijestolonasljedniku. S druge strane, premijer William Pitt Mlađi držao je drugačije mišljenje. On je vjerovao da pravo na izbor regenta ima samo parlament. Iako je vjerovao da bez parlamentarnog pristanka kraljević od Walesa ima jednako pravo na regenstvo kao i svaka druga osoba u kraljevstvu, William Pitt Mlađi se s Charlesom Jamesom Foxom slagao da je Đuro IV. najbolji za mjesto regenta.
Đuro, iako uvrijeđen od strane premijera Pitta, nije se slagao ni s Foxovom filozofijom. Njegov mlađi brat, vojvoda od Yorka, izjavio je da kraljević od Walesa ne će pokušavati preuzeti vlast bez odobrenja parlamenta. Pitt je objavio da će ovlasti kraljevića, ako bude proglašen regentom, biti veoma ograničene. Između ostalog, ne bi smio prodati kraljev posjed niti dati titulu bilo kome osim kraljevom djetetu (odnosno svom bratu ili sestri). Đuro se nije složio s Pittovom vizijom. Dvije frakcije su se na kraju složile i postigle kompromis.
Važan tehnički nedostatak regentstva bio je taj što regent i dalje nije imao pravo da otvori sjednicu parlamenta, bez čega je parlament bio u potpunosti nemoćan. Sjednice je uglavnom otvarao monarh, ali to su mogli učiniti i njegovi ili njeni predstavnici, poznati kao lordovi komisionari. Međutim, ni lordovi komisionari nisu mogli djelovati ako ne prime veliki pečat kraljevstva, a njega je mogao predati jedino suveren. Pitt i njegovi sljedbenici bili su spremni ignorirati posljednju prepreku, ali su se njihovom naumu oštro suprotstavili Edmund Burke i vojvoda od Yorka. Bez obzira na njihove primjedbe, 3. veljače 1789. godine parlament je otvorila grupa "ilegalnih" lordova komisionara. Zakon o regentstvu je predložen, ali kralj se oporavio prije nego što je mogao proći u parlamentu. Kralj je zatim retroaktivno ovlastio lordove komisionare i dao im pečat kraljevstva.

## Brak
Đuro je, u međuvremenu, nastavio gomilati dugove, a otac mu nije želio pomoći ako ne pristane oženiti svoju rodicu, Karolinu od Brunswicka. Đuro je pristao na očeve zahtjeve i oženio Karolinu 8. travnja 1795. godine. Brak je bio katastrofalan - mladenci su od samog početka bili u svađi jedno s drugim. Kraljević je tvrdio da je sa suprugom spavao samo tri noći, pa je rođenje kćeri, Šarlote Auguste, 1796. godine smatrano čudom. Nakon njenog rođenja kraljević i kraljevna živjeli su odvojeno do kraja života, a Đuro se vratio Fitzherbert.
Za ovo vrijeme Đuro je uspio nagomilati 630,000 funti duga. Parlament ih je konstantno isplaćivao, ali zahvaljujući njegovoj navici na luksuz, brzo su se opet gomilali.
Godine 1806. kraljević i kraljevna posvađali su se oko skrbništva nad kćeri. Spor je riješen kada je skrbništvo nad kraljevnom Šarlotom Augustom od Walesa dato njenom djedu, kralju. Đuro je zatim optužio Karolinu da je rodila vanbračnog sina. Dokazano je suprotno, ali je kraljevna bila kritizirana zbog indiskretnog ponašanja.

## Regentstvo
Pri kraju 1810. godine, nedugo nakon smrti najmlađeg djeteta, kraljevne Amelije, kralja Đuru III. opet je savladala bolest. Lordovi komisionari otvorili su sjednicu parlamenta, koji je regentom proglasio kraljevića od Walesa.
Kraljević od Walesa postao je kraljević regent 5. siječnja iste godine i njegova prva zadaća bila je suočavanje s katoličkom emancipacijom, pokretom rimokatolika koji je imao za zadatak ukidanje ograničenja katolicizma. Torijevci, na čijem čelu je bio premijer Spencer Pereceval, su bili protiv pokreta, ali vigovci su ga podržavali. Na početku njegovog regentstva očekivalo se da će on odmah podržati vigovskog vođu, Williama Wyndhama Grenvillea, ali on to nije učinio. Tvrdio je da bi iznenadno otpuštanje vlade u kojoj su većinu činili torijevci negativno utjecalo na zdravlje kralja (ustrajnog pristaše torijevaca) i uklonilo svaku mogućnost njegovog oporavka. Čak i 1812. godine, kada je bilo jasno da je kralj daleko od ozdravljenja, Đuro nije uspostavio vigovsku vladu, već je predstavnike vigovaca zamolio da se pridruže postojećoj, torijevskoj vladi. Vigovci su odbili surađivati zbog nesporazuma po pitanju katoličke emancipacije. Kraljević regent je nevoljko dozvolio Percevalu da ostane na mjestu premijera.
Kada je 10. svibnja 1812. godine izvršen atentat na premijera Percevala i ovaj bio ubijen, kraljević regent je bio spreman postaviti novog premijera. Dom naroda je formalno izrazio želju za jakom i efikasnom administracijom, pa je uprava nad vladom ponuđena Richardu Wellesleyu, 1. markizu Wellesleyu, i Francisu Rawdon-Hastingsu, 2. grofu od Moire. Đuro je, međutim, oba kandidata osudio na neuspjeh kada im je naredio da vladu urede tako da je obje stranke, vigovci i torijevci, čine u podjednakom omjeru, što je u tom periodu bilo nemoguće jer predstavnici dviju stranaka nisu željeli međusobno surađivati. Iskoristivši nastalu situaciju, kraljević regent je na mjesto premijera postavio svog kandidata, Roberta Banksa Jenkinsona, 2. grofa od Liverpoola.
Torijevci su, za razliku od vigovaca kao što je bio Charles Grey, 2. grof Grey, željeli nastaviti rat u Europi protiv moćnog i agresivnog francuskog cara, Napoleona I. Rusija, Pruska, Austrija i Ujedinjeno Kraljevstvo, zajedno s nekoliko manjih državica, porazili su Napoleona 1814. godine. Na Bečkom kongresu koji je uslijedio odlučeno je da će elektorat Hanover, koji je s Ujedinjenim Kraljevstvom dijelio monarha još od 1714. godine, bit uzdignut na nivo kraljevstva. Napoleon je pokušao uzvratiti udarac 1815. godine, ali je bio poražen od strane Arthura Wellesleya, 1. vojvode od Wellingtona, brata Richarda Wellesleya. Iste godine bez pobjednika je okončan rat sa Sjedinjenim Američkim Državama.

## Vladavina
Kralj Đuro III. umro je 1820. godine i kraljević regent je stupio na prijestolje kao Đuro IV., iako se njegove ovlasti zapravo nisu nimale promijenile.
Njegov odnos sa suprugom Karolinom, sada zakonski kraljicom pratiljom, je bio potpuno uništen i oboje su varali jedno drugo. Karolina je prethodno bila napustila Ujedinjeno Kraljevstvo, ali se vratila nešto prije suprugove krunidbene ceremonije, izlagajući svoja prava da bude okrunjena kao Đurova kraljica pratilja. Đuro je odbio priznati je za svoju kraljicu i naredio je britanskim veleposlanicima da zatraže od ostalih monarha da je ne priznaju na svojim dvorovima. Na kraljev zahtjev kraljičino ime je bilo izostavljeno iz molitve za kraljevsku obitelj. Kralj je želio razvod, ali njegovi savjetnici su se bojali da bi Karolina mogla iznijeti dokaze o njegovom tajnom braku s katolkinjom i tako mu oduzeti pravo na prijestolje. Kralj je zatim parlamentu predložio zakon koji bi mu omogućio da poništi svoj brak s Karolinom i oduzme joj titulu kraljice koja joj je kao kraljevoj supruzi zakonom bila garantirana. Predloženi zakon se pokazao izuzetno nepopularnim u javnosti, te ga parlament stoga nije prihvatio. Đuro je, ipak, uspio ne dopustiti Karolini da bude okrunjena zajedno s njim, 19. srpnja 1821. godine. Karolina se toga dana razboljela i 7. kolovoza umrla, tvrdeći da je bila otrovana.
Đurina krundiba je bila veličanstvena i pompozna ceremonija - koštala ga je 243,000 funti (dok je, za usporedbu, krunidba njegovog oca koštala 10,000 funti). Usprkos novcu utrošenom na nju, izazvala je veliki interes naroda. Godine 1821. George je postao prvi irski monarh koji je posjetio Irsku još od vremena Rikarda II. Sljedeće godine posjetio je Edinburgh, kojeg nijedan monarh nije posjetio još od vremena Karla II.
Đuro IV. proveo je najveći dio svoje vladavine osamljen u dvorcu Windsor, ali se nastavio redovno miješati u politiku. U početku se vjerovalo da će podržati katoličku emancipaciju, jer ju je 1797. bio predložio i u Irskoj, ali njegovi anti-katolički pogledi postali su jasni 1813. godine. Đuro je svoju odluku o nepodržavanju katolika objasnio rekavši da se na svojoj krundibi zakleo da će braniti protestantizam, te da više ne može podržavati katolike. Utjecaj krune i volja torijevaca su bili toliko jako da se katolička emancipacija činila beznadežnom. Godine 1827. premijer Liverpool je otišao u mirovinu i naslijedio ga je torijevac George Canning koji je podržavao emancipaciju. Canningovi pogledi na katoličku emancipaciju nisu bili dobro primljeni od strane konzervativnih torijevaca, te su u vladu bili uključeni i vigovci. Canning je umro iste godine i ostavio upravu nad tori-vigovskom koalicijom Frederick John Robinson, 1. viskontu Goderichu. Viskont Goderich dao je ostavku 1828. godine, pa je premijer postao vojvoda od Wellingtona, koji je do tada već bio shvatio da je odbijanje popuštanju katolika u svim mjerama bilo neizvodivo. S velikom teškoćom novi premijer je dobio kraljevo odobrenje i donio zakon kojim se katolicima ukidaju neka ograničenja 29. siječnja 1829. godine. Pod pritiksom svog brata, vojvode od Cumberlanda, kralj je povukao svoje odobrenje i prosvjedujući kabinet je dao ostavku 4. ožujka. Sljedeći dan Đuro IV. je opet dao svoj pristanak na zakon, a potpisao ga je 13. travnja.

## Smrt i nasljeđe
Kraljev problem s alkoholom i način života kojeg je vodio uzeli su maha na njegovo zdravlje 1820. godine. Njegova rastuća pretilost izazivala je podsmijeh na javnim pojavljivanjima, koja su postajala sve rjeđa pred kraj vladavine. Patio je od gihta, artiosklerioze i porfirije. Umro je tri po sata poslije ponoći 26. lipnja 1830. godine.
Kako je njegova jedina kćer rođena u braku s Karolinom umrla 1817. godine, nedugo nakon što je rodila mrtvorođenče, i najstariji od njegove mlađe braće umro 1827. godine, naslijedio ga je brat, Vilim IV.
| Prethodnik Đuro III. | Kralj Ujedinjenog Kraljevstva | Nasljednik Vilim IV. |